# Sawuské moře

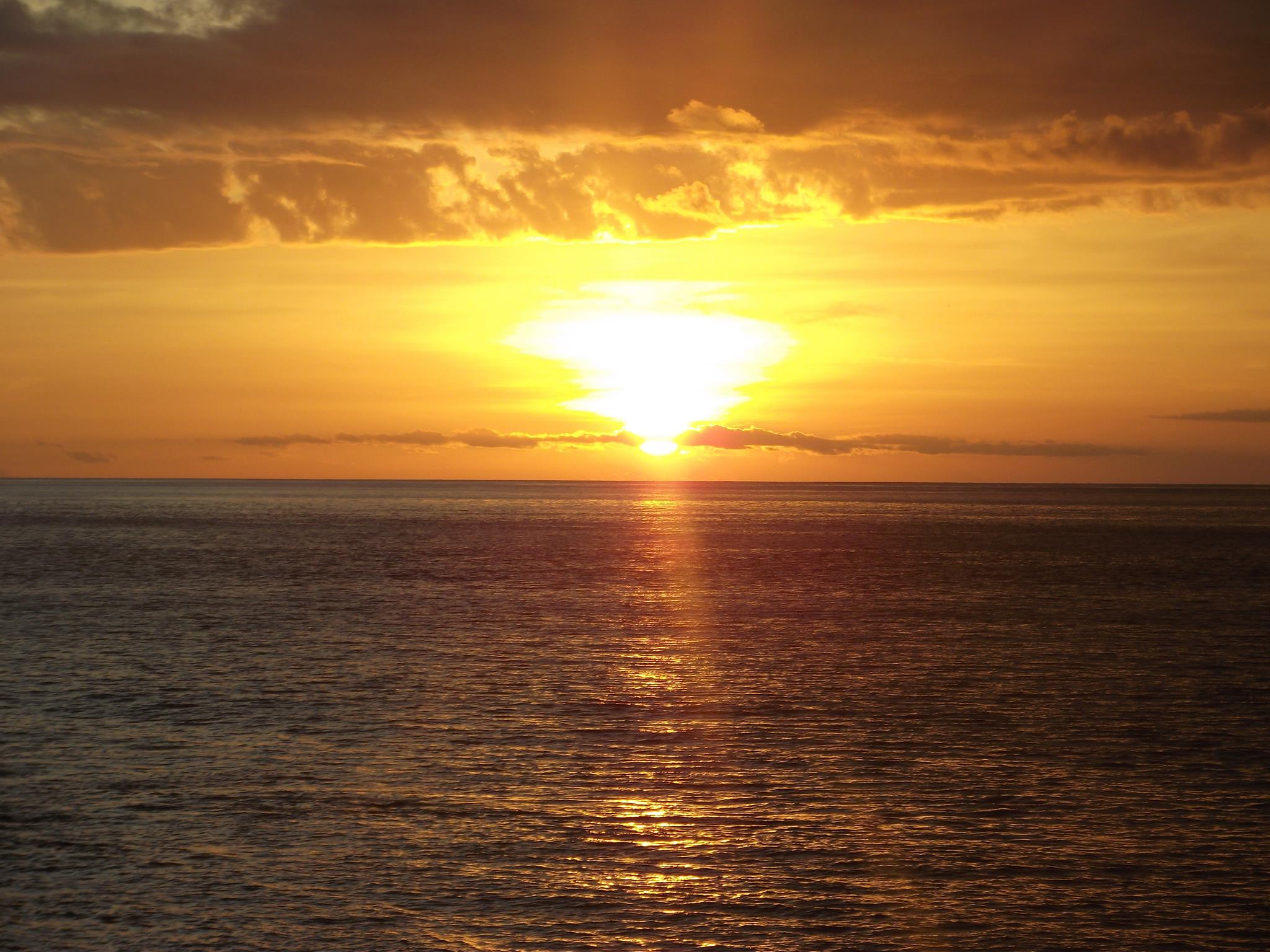
Sawuské moře, Oecusse, Východní Timor

Sawuské moře (indonésky Laut Sawu) je nevelké okrajové moře Tichého oceánu, nacházející se v Malajském souostroví. Je pojmenováno podle ostrova Sawu, dále je obklopují ostrovy Sumba, Flores, Lembata, Alorské ostrovy, Timor a Roti. Většina z nich patří k indonéské provincii Východní Nusa Tenggara, část Timoru je nezávislým státem Východní Timor. Sumbský průliv moře na severozápadě spojuje s Indickým oceánem a Ombaiský průliv na severovýchodě s Bandským mořem. Nejvýznamnějším přístavem na pobřeží Sawuského moře je Kupang.
Moře má rozlohu 105 000 km², největší hloubka 3470 metrů byla naměřena jižně od ostrůvku Pantar. Povrchová teplota vody se pohybuje mezi 26 °C a 28 °C, salinita činí 34 ‰.
V Sawuském moři se nacházejí korálové útesy, žije zde množství perlotvorek a ryb jako manta obrovská, tuňák žlutoploutvý nebo pyskoun vlnkovaný, hlubokomořské proudy využívají jako migrační trasu kytovci a mořské želvy. Proto zde byl v roce 2014 vyhlášen mořský park.